# Norihiro Satsukawa
Norihiro Satsukawa (jap. 薩川 了洋 Satsukawa Norihiro; ur. 18 kwietnia 1972) – japoński piłkarz występujący na pozycji obrońcy.

## Kariera klubowa
Od 1991 do 2005 roku występował w klubach Yokohama Flügels i Kashiwa Reysol.